# Nanodectes bulbicercus
Nanodectes bulbicercus är en insektsart som beskrevs av Rentz, D.C.F. 1985. Nanodectes bulbicercus ingår i släktet Nanodectes och familjen vårtbitare. IUCN kategoriserar arten globalt som akut hotad. Inga underarter finns listade i Catalogue of Life.